# リピート・スリー
リピート・スリー（Repeat three）とは、インターネットにおける無限連鎖講（いわゆる「ねずみ講」）の一種である。

## 概要
これに類される行為は違法であるとともに、勧誘活動が電子メールやBBSで行われる場合は、spam行為（迷惑メール・掲示板spamなど）に他ならない。故に多くのネットコミュニティ上では、違法であると同時に重大なマナー違反としても忌避されている。
なお、リピート・スリーの「スリー」は送金先リスト（「仕組み」を参照）が3人であることを意味している。送金先リストが4人、5人といった亜流もあり、それぞれ「リピート・フォー」、「リピート・ファイブ」と呼ばれている。
また、MMF（Make Money Fast）というものもあるが、自らを「MMF」と称するだけで仕組みはリピート・スリーなどと全く同様である。これらでは「ニュービジネス」や「マネーゲーム」と自称する場合もあり、そのいずれもが実質的に過去の事件に触発された模倣者の犯行と見なされている。これらでは主催者と目される人物が何度も募集を掛ける（実質的に何度も自分を親とする）事もあり、無限連鎖講の常として「言い出しっぺが一番オイシイ」という状況を目指している模様だ。なお勧誘だけで犯罪となる点にも注意されたい。

## 仕組み
リピート・スリーの参加者は、電子メールやBBSなどで勧誘文を送信または投稿したり、自らのWebサイトに勧誘文を記載する。勧誘文には3人の銀行口座または住所が記載された送金先リストがある。
その勧誘文を読んで新規参加した者は、リスト上の3人に送金を行なった後、リストの1番上位者を削除して他の2人の順位をそれぞれ繰り上げる。そして新規参加者自身をリストの3番目に記載する。こうしてリストに変更を加えた勧誘文を用いて、勧誘活動を行なう。
以上のような勧誘活動を繰り返すと、新規参加者が多数獲得でき、その新規参加者がさらに別の新規参加者を獲得し、その結果、大きな収入を得られると謳われている。（実際には大きな収入を得られる可能性はほとんど無い。）

## 違法性について
勧誘文の多くには、「匿名の弁護士（既に匿名という時点で信憑性が無いが）」の意見として
| 「 | リピート・スリーは後順位者が入ることにより先順位者が順次そのシステムの参加権利がなくなるというシステムであり、参加者が無限に増加しないので、無限連鎖講に該当せず違法ではない。という趣旨の説明がある。 | 」 |

しかし、そういった勧誘文のような法解釈は誤りで、リピート・スリーは無限連鎖講であり違法である。勿論、逮捕者も出している。
過去に無限連鎖講で摘発された事例の判例によると、無限連鎖講の防止に関する法律 第2条について
としており、リピート・スリーのような仕組みが無限連鎖講に該当することがわかる（その後、最高裁でも被告の上告は棄却され、被告の実刑が確定）。
また、警察庁でも「加入者が抜けるシステムであるかどうかということは、ねずみ講の要件ではない」としている。